# فرناندو سالازار
فرناندو سالازار (بالإسبانية: Fernando Salazar) (و. 1979  م) هو لاعب كرة قدم، من المكسيك، ولد في غوادالاخارا، يلعب كمُدَافِع.

## روابط خارجية
- فرناندو سالازار على موقع الاتحاد الدولي (مؤرشف)  (الإنجليزية)
- فرناندو سالازار على موقع قاعدة بيانات كرة القدم.إي يو (الإنجليزية)
- فرناندو سالازار على موقع ناشيونال فوتبول تيمز (الإنجليزية)
- فرناندو سالازار على موقع Soccerway.com (الإنجليزية)